# Nesoddtangen
Nesoddtangen is een plaats in de Noorse gemeente Nesodden, fylke Akershus. Nesoddtangen telt 11285 inwoners (2007) en heeft een oppervlakte van 6,73 km².